# Ivanec Križevački
Ivanec Križevački falu Horvátországban Kapronca-Kőrös megyében. Közigazgatásilag Kőröshöz tartozik.

## Fekvése
Kőröstől 6 km-re északkeletre a Glogovnica partján fekszik.

## Története
A falu területe a középkorban a templomos lovagok glogovnicai uradalmához tartozott. A templomosok még 1175-ben kapták meg ezt a területet Prodan zágrábi püspöktől. Az adományt II. András király 1209-ben kelt oklevele is megerősíti. Miután a templomos rendet, 1312-ben feloszlatták, minden birtokukat, így Glogovnicát is a johanniták foglalhatták el és a 15. századig a vránai johannita perjel igazgatása alá tartozott. 1439-ben Bocskai István szerezte meg. 1452-ben „Glogonczazenthiwan” néven említik. A település nevét Szent János tiszteletére szentelt középkori templomáról kapta, mely a történészek szerint a Cabraj felé menő út északi oldalán állt. Ezen a helyen épületnyomok és temető maradványai kerültek elő a földből. Templomot vagy plébániát azonban sem az 1334-es káptalani összeírás, sem az 1501-es egyházlátogatás nem említ itt. 1500 körül egy bizonyos Tamás nevű nemes, 1507-től 1520-ig újra a vránai perjel, 1533-ban Bradács Imre  a birtokosa. A 16. században elpusztította a török. A 16. század második felében délről ortodox szerb lakosság telepedett le ide. 1633-ban II. Ferdinánd király a jezsuita rendnek adta.
1857-ben 214, 1910-ben 413 lakosa volt. Trianonig Belovár-Kőrös vármegye Körösi járásához tartozott. 2001-ben 350 lakosa volt.

## Külső hivatkozások
- Körös város hivatalos oldala
- Lejla Dobronić: A keresztesek, a johanniták és a szentsír lovagok horvátországi rendházai és birtokai magyarul: '